# Víctor Basch

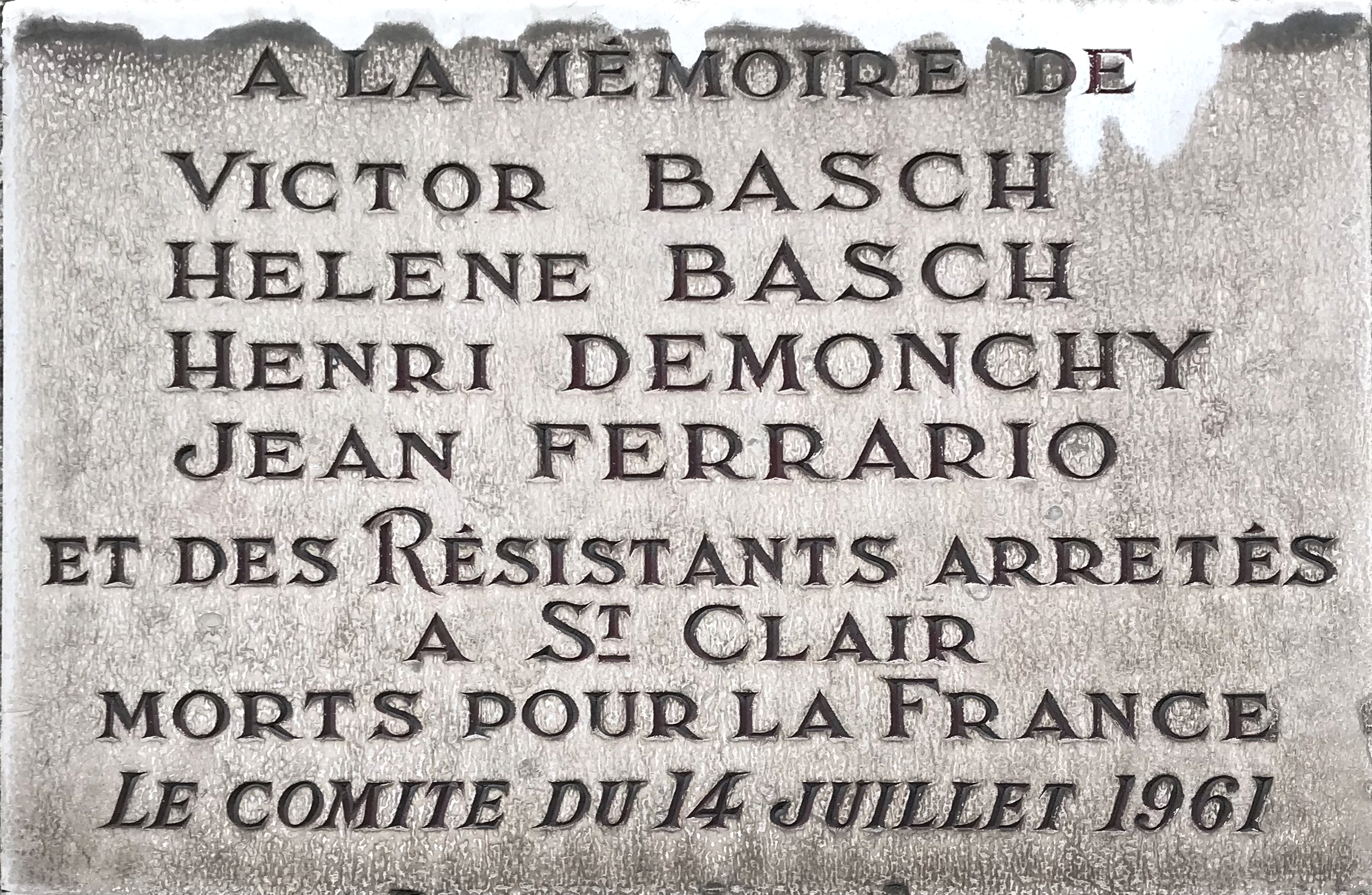

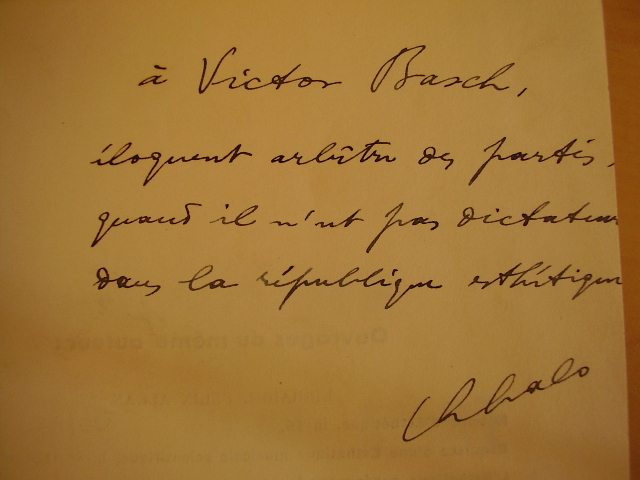
Carta de Charles Lalo a V. Basch sobre L'expression de la vie dans l'art (1933).
Obra conservada en la Biblioteca de ciencias humanas y sociales París Descartes-CNRS.

Victor Basch (Budapest, Hungría, 1863 - cerca de Lyon, en el departamento de Ain 10 de enero de 1944) fue un filósofo, universitario francés de origen húngaro y cofundador y presidente de la Liga francesa para la defensa de los derechos del hombre y del ciudadano.

## Biografía
Viktor Wilhem Vilmos Langsfeld Basch nació el 18 de agosto de 1863 en Budapest. Se naturalizó francés en 1887. Se casa en 1885 en una iglesia de Pest con Ilona Fürth. Vivirían de 1913 a 1940 en el número 8 de la calle Huysmans de París y luego en el 116 de la Grande-rue-Saint-Clair en Lyon.
De familia judía, llegado en Francia desde la infancia (instalado en la calle Rodier nº62), realiza sus estudios en el Instituto Condorcet y continúa sus estudios superiores (alemán y filosofía) en la Sorbona.
Trabaja como profesor (recibe el título de lenguas vivas en 1884) de alemán y estética en la universidad de Nancy desde 1885 a 1887. Luego ejercería como profesor de filosofía en Rennes de 1887 a 1906. Se encargaría asimismo del curso de lengua y literatura alemana en la Universidad de París en 1906.
Socialista anticonformista, se muestra a favor de Dreyfus en su caso, tomando una parte importante en el nacimiento del Frente Popular y aporta su apoyo a los revolucionarios españoles. En 1898, Víctor Basch cofunda juntamente con Ludovic Trarieux y Lucien Herr, la Liga francesa para la defensa de los derechos del hombre y del ciudadano, de la cual fue su cuarto presidente en 1926.
Se opone sobre todo al auge del nazismo en Alemania. De 1920 a 1930 combate a la extrema derecha y es herido en noviembre de 1930 por los militantes monárquicos y reaccionarios, en una reunión en una sala de las Sociedades culturales.
El 10 de enero de 1944, es arrestado en su domicilio y asesinado con su mujer por la Milicia francesa de Lyon dirigida por Paul Touvier por orden de los nazis. Sobre su cuerpo, los milicianos escribieron: "El judío paga siempre".
Su hija Yvonne se casó con el sociólogo Maurice Halbwachs.

## Obras literarias
- (Essai critique sur) L'Esthétique de Kant, París, 1896; primer volumen de una obra en cuatro volúmenes sobre la historia de la estética.
- (La) Poétique de Schiller;
- La Vie intellectuelle à l'étranger;
- Les Origines de l'individualisme moderne;
- Le maître-problème de l’esthétique (1921);
- L'individualisme anarchiste, Max Stirner, París, 1904, por la editorial Alcan, reedición en 1928 y 2008
- Titian, 1927
- Essai d'esthétique de Kant, 1936
- Contribuyó frecuentemente en las revistas Le Siècle y La Grande Revue.

## Filmografía
- Vincent Lowy, Place Victor Basch, 2005, documental de 52 min.